# Liste der Trainer der brasilianischen Fußballnationalmannschaft

Logo des brasilianischen Fußballverbandes Confederação Brasileira de Futebol (CBF)

Die Liste der Trainer der brasilianischen Fußballnationalmannschaft enthält alle Nationaltrainer, die die brasilianische Fußballnationalmannschaft der Männer betreut haben.

## Legende
- OS = Offizielle Spiele
- IS = Inoffizielle Spiele
- S = Siege
- U = Unentschieden
- N = Niederlagen
- Q = Siegesquote

## Nationaltrainer
Von 1914 bis 1922 wurde die brasilianische Nationalmannschaft von technischen Komitees geführt, die nichts weiter als eine Gruppe von Spielern waren. Diese waren dafür verantwortlich, gemeinsam zu entscheiden, welche Athleten in die Mannschaft berufen wurden. Mitglied dieses Komitees war immer der Mannschaftskapitän.

## 1914 – 1922
| Zeitraum (Debüt – letztes Spiel) | Tage | Bild | Name(n) | OS IS | S   | U   | N   | Q       | Anmerkung (fett = Titelgewinn) |
| -------------------------------- | ---- | ---- | --- | ----- | --- | --- | --- | ------- | --- |
| 21. Juli – 27. September 1914    | 67   |      | Spielerkomitee I Sylvio Lagreca Rubens Salles                                                                   | 2     | 1 2 | 0   | 1 0 | 75 %    | 1. Spiel (inoffiziell) gegen Exeter City 1. offizielle Spiel Freundschaft gegen Argentinien Copa Roca 1914                                                                                                   |
| 8. – 18. Juli 1916               | 11   |      | Spielerkomitee II Joaquim de Souza Ribeiro Benedicto Montenegro Mário Sérgio Cardim Sylvio Lagreca              | 4 0   | 1 0 | 0   | 1 0 | 50 %    | Campeonato Sudamericano 1916 |
| 7. Januar 1917                   | 1    |      | Chico Netto | 0 1   | 0   | 0 1 | 0   | 50 %    | Inoffiziell gegen Dublin FC, dieser ergänzt durch Spieler von River Plate, Wanderers, Nacional. |
| 6. – 13. Mai 1917                | 8    |      | Spielerkomitee III João Teixeira de Carvalho Mário Pollo Alberto Borgerth Chico Netto                           | 0 2   | 0 1 | 0 1 | 0   | 75 %    | Die brasilianische Mannschaft wurde beim ersten Spiel des Komitees gegen Club Sportivo Barracas Bolívar von Zeitungen zum Zeitpunkt des Spiels als „Rio-São Paulo XI“ bezeichnet.                            |
| 3. – 16. Oktober 1917            | 14   |      | Spielerkomitee IV Mário Pollo Arthur Rangel Christofel Chico Netto                                              | 4 0   | 1 0 | 0   | 3 0 | 25 %    | Campeonato Sudamericano 1917 |
| 27. Januar 1918                  | 1    |      | Spielerkomitee V Amílcar Barbuy Ferreira Vianna Neto                                                            | 0 1   | 0   | 0   | 0 1 | 0 %     | Dublin FC wurde wieder ergänzt um Spieler von Wanderers und Nacional. |
| 11. Mai – 1. Juni 1919           | 21   |      | Spielerkomitee VI Arnaldo Patusca da Silveira Amílcar Barbuy Mário Pollo Affonso de Castro Ferreira Vianna Neto | 5 0   | 3 0 | 2 0 | 0   | 80 %    | Campeonato Sudamericano 1919 Hommagespiel zu Ehren Roberto Chery |
| 11. – 25. September 1920         | 26   |      | Spielerkomitee VII Agostinho Fortes Filho Oswaldo Gomes                                                         | 4 0   | 1 0 | 0   | 3 0 | 25 %    | Campeonato Sudamericano 1920 |
| 2. – 23. Oktober 1921            | 22   |      | Ferreira Vianna Neto                                                                                            | 3 0   | 1 0 | 0   | 2 0 | 33,33 % | Campeonato Sudamericano 1921 |
| 17. September – 29. Oktober 1922 | 43   |      | Spielerkomitee VIII Ferreira Vianna Netto Célio de Barros Amílcar Barbuy                                        | 6 0   | 3 0 | 3 0 | 0   | 75 %    | Campeonato Sudamericano 1922 |
| 22. Oktober 1922                 | 1    |      | Clodó | 1 0   | 1 0 | 0   | 0   | 100 %   | Copa Roca 1922 |
| 11. November – 9. Dezember 1923  | 29   |      | Chico Netto | 6 1   | 2 1 | 0   | 4 0 | 42,86 % | Campeonato Sudamericano 1923 Taça Rodrigues Alves |
| 6. – 25. Dezember 1925           | 20   |      | Joaquim Guimarães Ramón Platero                                                                                 | 4 2   | 2 0 | 1 2 | 1 0 | 58,33 % | Campeonato Sudamericano 1925 Platero erster nicht brasilianischer Trainer Das erste (inoffizielle) Spiel gegen SC Corinthians wurde von Zeitungen als Trainingsspiel angesehen.                              |
| 24. Juni 1928 – 10. Juli 1929    | 382  |      | Laís | 0 4   | 0 4 | 0   | 1 0 | 100 %   | Die Mannschaft für das dritte Spiel, ein inoffizielles gegen Rampla Juniors, wurde von Zeitungen zum Zeitpunkt des Spiels als „Rio-São Paulo XI“ bezeichnet. Ebenso beim vierten gegen Ferencváros Budapest. |

## 1930 – 1959
| Zeitraum (Debüt – letztes Spiel)      | Tage  | Bild         | Name(n)                       | OS IS | S    | U   | N   | Q       | Anmerkung (fett = Titelgewinn) |
| ------------------------------------- | ----- | ------------ | ----------------------------- | ----- | ---- | --- | --- | ------- | --- |
| 14. Juli – 17. August 1930            | 33    |              | Píndaro de Carvalho Rodrigues | 5 0   | 4 0  | 0   | 1 0 | 80 %    | Fußball-Weltmeisterschaft 1930 Die Mannschaft für das dritte Spiel gegen Frankreich wurde von Zeitungen zum Zeitpunkt des Spiels als „Rio-São Paulo XI“ bezeichnet. Das vierte Spiel gegen Jugoslawien wurde von deren Verband nicht anerkannt. |
| 2. Juli 1931 – 22. Juli 1934          | 1.115 |              | Luiz Vinhaes                  | 4 11  | 2 6  | 0 4 | 2 1 | 53,33 % | Die Mannschaft für das erste Spiel, ein inoffizielles gegen Ferencváros Budapest, wurde von Zeitungen zum Zeitpunkt des Spiels als „Rio-São Paulo XI“ bezeichnet. Das vierte Spiel, das dritte inoffizielle, gegen den Andarahy AC wurde von den Zeitungen als Trainingsspiel und nicht als Freundschaftsspiel angesehen. Dieses traf auch auf Spiele gegen Peñarol Montevideo und Nacional Montevideo zu. Copa Río Branco 1931 Copa Río Branco 1932 Fußball-Weltmeisterschaft 1934 |
| 8. September 1934 – 24. Februar 1935  | 381   |              | Armindo Nobs Ferreira         | 0 13  | 0 12 | 0   | 0 1 | 92,31 % | Die Mannschaften für alle Spiele, wurden von Zeitungen zum Zeitpunkt des Spiels als „Rio-São Paulo XI“ bezeichnet. Bei den Gegnern handelte es sich um Fußballklubs aus Brasilien und Argentinien. |
| 27. Dezember 1936 – 19. Juni 1938     | 540   |              | Adhemar Pimenta               | 11 0  | 7 0  | 1 0 | 3 0 | 68,18 % | Campeonato Sudamericano 1937 Fußball-Weltmeisterschaft 1938 |
| 15. – 22. Januar 1939                 | 8     |              | Carlos de Oliveira Nascimento | 2 0   | 1 0  | 0   | 1 0 | 50 %    | Spiel eins und zwei der Copa Roca 1939/40 |
| 18. – 25. Februar 1940                | 8     |              | Sylvio Lagreca                | 2 0   | 0    | 1 0 | 1 0 | 25 %    | Spiel drei und vier der Copa Roca 1939/40 |
| 5. – 31. März 1940                    | 27    |              | Jayme Barcelos                | 5 0   | 1 0  | 0   | 4 0 | 20 %    | Copa Roca 1940 Copa Rio Branco |
| 14. Januar – 5. Februar 1942          | 23    |              | Adhemar Pimenta               | 6 0   | 3 0  | 1 0 | 2 0 | 58,33 % | Campeonato Sudamericano 1942 |
| 14. – 17. Mai 1944                    | 4     | Flávio Costa | Flávio Costa Joreca           | 2 0   | 2 0  | 0   | 0   | 100 %   | |
| 21. Januar 1945 – 16. Juli 1950       | 2.002 |              | Flávio Costa                  | 39 2  | 24 2 | 6 0 | 9 0 | 70,73 % | Campeonato Sudamericano 1945 Copa Roca 1945 Copa Río Branco 1946 Campeonato Sudamericano 1946 Copa Río Branco 1947 Copa Río Branco 1948 Campeonato Sudamericano 1949 Taça Oswaldo Cruz 1950 Copa Río Branco 1950 Fußball-Weltmeisterschaft 1950 |
| 5. – 20. April 1952                   | 15    |              | Zezé Moreira                  | 5 0   | 4 0  | 1 0 | 0   | 90 %    | Panamerikanische Fußballmeisterschaft 1952 |
| 1. März – 1. April 1953               | 32    |              | Aymoré Moreira                | 7 0   | 4 0  | 0   | 3 0 | 57,14 % | Campeonato Sudamericano 1953 |
| 28. Februar 1954 – 18. September 1955 | 568   |              | Zezé Moreira                  | 8 2   | 5 2  | 2 0 | 1 0 | 80 %    | Fußball-Weltmeisterschaft 1954 Taça Bernardo O’Higgins 1955 |
| 20. September 1955                    | 1     |              | Vicente Feola                 | 1 0   | 1 0  | 0   | 0   | 100 %   | Taça Bernardo O’Higgins 1955 |
| 13. November 1955                     | 1     |              | Flávio Costa                  | 1 0   | 1 0  | 0   | 0   | 100 %   | Taça Oswaldo Cruz 1955 |
| 17. November 1955 – 10. Februar 1956  | 86    |              | Osvaldo Brandão               | 6 0   | 1 0  | 3 0 | 2 0 | 41,67 % | Taça Bernardo O’Higgins 1955 Campeonato Sudamericano 1956 |
| 1. – 18. März 1956                    | 18    |              | Teté                          | 5 0   | 4 0  | 1 0 | 0   | 90 %    | Panamerikanische Fußballmeisterschaft 1956 |
| 25. März – 8. August 1956             | 137   |              | Flávio Costa                  | 14 0  | 8 2  | 3 2 | 3 0 | 71,88 % | Taça Oswaldo Cruz 1956 Taça do Atlântico 1956 |
| 13. März – 21. April 1957             | 40    |              | Osvaldo Brandão               | 8 0   | 5 0  | 1 0 | 2 0 | 68,75 % | Campeonato Sudamericano 1957 |
| 11. Juni – 10. Juli 1957              | 30    |              | Sylvio Pirillo                | 4 0   | 3 0  | 0   | 1 0 | 75 %    | Copa Roca 1957 |
| 15. – 18. September 1957              | 4     |              | Pedrinho                      | 2 0   | 0    | 1 0 | 1 0 | 25 %    | Taça Bernardo O’Higgins 1957 |
| 4. Mai 1958 – 12. Juni 1960           | 801   |              | Vicente Feola                 | 29 6  | 23 5 | 4 1 | 2 0 | 87,14 % | Taça Oswaldo Cruz 1958 Fußball-Weltmeisterschaft 1958 Campeonato Sudamericano 1959 Taça Bernardo O’Higgins 1959 Das Spiel vom 10. Mai 1960 gegen Dänemark wurde vom dänischen Verband nicht als Länderspiel anerkannt. Copa Roca 1960 Taça do Atlântico 1960 |
| 5. – 27. Dezember 1959                | 23    |              | Gentil Cardoso                | 5 0   | 3 0  | 0   | 2 0 | 60 %    | Campeonato Sudamericano 1959 (II) |

## 1960 – 1989
| Zeitraum (Debüt – letztes Spiel) | Tage  | Bild | Name(n)                                | OS IS | S     | U    | N   | Q       | Anmerkung (fett = Titelgewinn) |
| -------------------------------- | ----- | ---- | -------------------------------------- | ----- | ----- | ---- | --- | ------- | --- |
| 6. – 20. März 1960               | 15    |      | Foguinho                               | 6 0   | 3 0   | 1 0  | 2 0 | 58,33 % | Panamerikanische Fußballmeisterschaft 1960 |
| 30. April 1961 – 22. Mai 1963    | 753   |      | Aymoré Moreira                         | 35 2  | 23 1  | 4 0  | 8 1 | 70,27 % | Taça Oswaldo Cruz 1961 Taça Bernardo O’Higgins 1961 Taça Oswaldo Cruz 1962 Fußball-Weltmeisterschaft 1962 Campeonato Sudamericano 1963 Copa Roca 1963 Sein letztes Spiel fand in Berlin statt. Die Berliner Elf bestand aus Spielern der TSG Ulm 1846 (1 Spieler), SC Tasmania 1900 Berlin (8), Eintracht Frankfurt (5), Hertha BSC (1) und VfB Stuttgart , als Trainer fungierte Franz Linken.                                                                  |
| 30. Mai 1965 – 19. Juli 1966     | 779   |      | Vicente Feola                          | 27 5  | 17 5  | 6 0  | 4 0 | 78,13 % | Taça das Nações Fußball-Weltmeisterschaft 1966 |
| 7. September 1965                | 1     |      | Filpo Nuñes                            | 1 0   | 1 0   | 0    | 0   | 100 %   | Nuñes, eigentlich Trainer der SE Palmeiras, vertrat Feola bei einem Freundschaftsspiel gegen Uruguay. |
| 16. November 1965                | 1     |      | Osvaldo Brandão José de Souza Teixeira | 0 1   | 0     | 0    | 0 1 | 0 %     | Freundschaftsspiel gegen FC Arsenal, die brasilianische Mannschaft bestand ausschließlich aus Spielern des SC Corinthians. |
| 21. November 1965                | 1     |      | Aymoré Moreira                         | 1 0   | 1 0   | 0    | 0   | 100 %   | Am selben Tag spielte die A–Nationalmannschaft unter Vicente Feola gegen die Auswahl der Sowjetunion in Rio de Janeiro. Für das Spiel gegen Ungarn in São Paulo trat eine Reserveauswahl an. Der ungarische Verband geht davon aus, dass dieses Spiel von einer Budapester Elf und nicht von der ungarischen offiziellen A–Mannschaft ausgetragen wurde. |
| 17. – 20. April 1966             | 4     |      | Carlos Froner                          | 2 0   | 1 0   | 0    | 1 0 | 50 %    | Froner vertrat Vicente Feola bei der Taça Bernardo O’Higgins 1966 |
| 25. Juni – 1. Juli 1967          | 7     |      | Aymoré Moreira                         | 3 0   | 0     | 3 0  | 0   | 50 %    | Copa Rio Branco 1967 |
| 19. September 1967               | 1     |      | Mário Zagallo                          | 1 0   | 1 0   | 0    | 0   | 100 %   | Zagallo war zu dem Zeitpunkt Trainer des Botafogo FR und wurde nur für ein Freundschaftsspiel gegen Chile eingesetzt. Er berief ausschließlich Spieler aus Rio de Janeiro. |
| 9. Juni – 17. Juli 1968          | 39    |      | Aymoré Moreira                         | 11 0  | 8 0   | 0    | 3 0 | 72,73 % | Copa Rio Branco 1968 Taça Jorge Chávez-Santos Dumont |
| 25. – 18. Juli 1968              | 4     |      | Antônio Fernandes                      | 2 0   | 1 0   | 0    | 1 0 | 50 %    | Taça Oswaldo Cruz 1968 |
| 7. August 1968                   | 1     |      | Mário Zagallo                          | 1 0   | 1 0   | 0    | 0   | 100 %   | Zagallo war zu dem Zeitpunkt Trainer des Botafogo FR und wurde nur für ein Freundschaftsspiel gegen Argentinien eingesetzt. Er berief ausschließlich Spieler aus Rio de Janeiro. |
| 11. August 1968                  | 1     |      | Biju Carlyle Jota Júnior               | 1 0   | 1 0   | 0    | 0   | 100 %   | Die Trainer waren drei Journalisten aus Minas Gerais: Lúcio Juscelino Gonzaga (Biju), ehemaliger Trainer von América Mineiro; Carlyle, ehemaliger Spieler von Atlético Mineiro und FC Fluminense sowie der brasilianischen Nationalmannschaft, und Jota Júnior. Sie wurden nur für ein Freundschaftsspiel gegen Argentinien eingesetzt. Sie beriefen ausschließlich Spieler aus Belo Horizonte. Der argentinische Verband zählt das Spiel nicht als Länderspiel. |
| 31. Oktober – 17. Dezember 1968  | 48    |      | Aymoré Moreira                         | 5 1   | 2 1   | 2 0  | 1 0 | 66,67 % | Beinhaltet ein Spiel zum zehnjährigem Jubiläum des Weltmeistertitels von 1958. Das Spiel gegen eine FIFA-Elf fand am 6. November 1968 statt. Diese wurde von Dettmar Cramer trainiert. Für die FIFA spielten u. a. Franz Beckenbauer, Wolfgang Overath und Willi Schulz (2:1 für Brasilien). 2001 teilte die FIFA mit, dass sie das Spiel nicht als offizielles Länderspiel anerkennt.                                                                           |
| 19. Dezember 1968                | 1     |      | Dorival Knippel                        | 1 0   | 1 0   | 0    | 0   | 100 %   | Knippel war zu dem Zeitpunkt Trainer von Atlético Mineiro und wurde nur für ein Freundschaftsspiel gegen Jugoslawien eingesetzt. Er berief ausschließlich Spieler aus seinem Klub. |
| 7. April 1969 – 14. März 1970    | 342   |      | João Saldanha                          | 11 6  | 10 4  | 0 1  | 1   | 85,29 % | |
| 22. März 1970 – 6. Juli 1974     | 1.568 |      | Mário Zagallo                          | 51 11 | 33 9  | 14 2 | 4 0 | 80,65 % | Ein Spiel gegen Bulgarien wird vom bulgarischen Verband nicht als Länderspiel anerkannt. Fußball-Weltmeisterschaft 1970 Copa Roca 1971 Taça Independência Fußball-Weltmeisterschaft 1974 |
| 31. Juli 1975 – 20. Februar 1977 | 571   |      | Osvaldo Brandão                        | 18 6  | 15 5  | 2 1  | 1 0 | 89,58 % | Copa América 1975 Taça do Atlântico 1976 Copa Roca 1976 Taça Oswaldo Cruz 1976 Taça Bernardo O’Higgins 1976 Copa Rio Branco 1976 USA Bicentennial Cup Tournament |
| 6. Oktober 1976                  | 1     |      | Mário Travaglini                       | 1 0   | 0     | 0    | 0 1 | 0 %     | Travaglini vertrat Brandão, welcher aufgrund einer Operation ausfiel, für ein Hommagespiel gegen den CR Flamengo zu Ehren des Tage zuvor verstorbenen Geraldo Assoviador |
| 3. März 1977 – 31. Oktober 1979  | 973   |      | Claudio Coutinho                       | 31 14 | 17 10 | 11 4 | 3 0 | 76,67 % | Fußball-Weltmeisterschaft 1978 Copa América 1979 |
| 2. April 1980 – 5. Juli 1982     | 823   |      | Telê Santana                           | 36 2  | 27 2  | 6 0  | 3 0 | 84,21 % | Mundialito Fußball-Weltmeisterschaft 1982 |
| 28. April – 4. November 1983     | 191   |      | Carlos Alberto Parreira                | 14 0  | 5 0   | 7 0  | 2 0 | 60,71 % | Copa América 1983 |
| 10. – 21. Juni 1984              | 823   |      | Eduardo Antunes Coimbra                | 3 0   | 1 0   | 1 0  | 1 0 | 50 %    | |
| 25. April – 21. Mai 1985         | 27    |      | Evaristo de Macedo                     | 6 0   | 3 0   | 0    | 3 0 | 50 %    | |
| 2. Juni 1985 – 21. Juni 1986     | 385   |      | Telê Santana                           | 17 0  | 11 0  | 4 0  | 2 0 | 76,47 % | Fußball-Weltmeisterschaft 1986 |
| 19. Mai 1987 – 12. Oktober 1988  | 513   |      | Carlos Alberto Silva                   | 19 1  | 12 1  | 5 0  | 2 0 | 77,50 % | Rous Cup 1987 Copa América 1987 Australia Bicentenary Gold Cup |
| 15. März 1989 – 24. Juni 1990    | 467   |      | Sebastião Lazaroni                     | 30 5  | 19 2  | 7 1  | 4 2 | 71,43 % | Fußball-Weltmeisterschaft 1990 |

## 1990 – 2010
| Zeitraum (Debüt – letztes Spiel)       | Tage  | Bild | Name(n)                  | OS IS | S    | U    | N   | Q       | Anmerkung (fett = Titelgewinn) |
| -------------------------------------- | ----- | ---- | ------------------------ | ----- | ---- | ---- | --- | ------- | --- |
| 12. September 1990 – 21. Juli 1991     | 313   |      | Paulo Roberto Falcão     | 16 1  | 6 0  | 7 0  | 3 1 | 55,88 % | Copa América 1991 |
| 11. September 1991                     | 1     |      | Ernesto Paulo            | 1 0   | 0    | 0    | 1 0 | 0 %     | |
| 30. Oktober 1991 – 17. Juli 1994       | 992   |      | Carlos Alberto Parreira  | 45 2  | 27 1 | 13 1 | 5 0 | 74,47 % | U.S. Cup 1993 Copa América 1993 Fußball-Weltmeisterschaft 1994 |
| 23. Dezember 1994 – 12. Juli 1998      | 1.298 |      | Mário Zagallo            | 72 2  | 54 1 | 12 1 | 6 0 | 80,18 % | Umbro Cup Copa América 1995 Ein Spiel gegen Rumänien wird vom rumänischen Verband nicht als Länderspiel anerkannt. Copa 50imo Aniversario de Clarín CONCACAF Gold Cup 1996 Tournoi de France (1997) Copa América 1997 FIFA-Konföderationen-Pokal 1997 CONCACAF Gold Cup 1998 Fußball-Weltmeisterschaft 1998 |
| 23. September 1998 – 3. September 2000 | 710   |      | Vanderlei Luxemburgo     | 33 1  | 21 0 | 7 1  | 5 0 | 69,61 % | Copa América 1999 FIFA-Konföderationen-Pokal 1999 |
| 13. November 1999                      | 1     |      | Candinho                 | 1 0   | 0    | 1 0  | 0   | 33,33 % | Candinho war zu dem Zeitpunkt Assistenztrainer von Luxemburgo. Er sprang für diesen bei einem Freundschaftsspiel gegen Spanien ein. Luxemburgo betreute am selben Tag die brasilianische Olympiaauswahl bei einem Treffen gegen Australien.                                                                 |
| 8. Oktober 2000                        | 1     |      | Candinho                 | 1 0   | 1 0  | 0    | 0   | 100 %   | |
| 15. November 2000                      | 1     |      | Pedro Santilli           | 1 0   | 1 0  | 0    | 0   | 100 %   | Santilli war zu dem Zeitpunkt Torwarttrainer der Nationalmannschaft. Er vertrat den eigentlichen Nationaltrainer Emerson Leão, welcher wegen einer Bestrafung durch den obersten Sportgerichtshof die Mannschaft nicht leiten durfte.                                                                       |
| 3. März – 9. Juni 2001                 | 98    |      | Emerson Leão             | 9 1   | 2 1  | 4 0  | 3 0 | 43,33 % | FIFA-Konföderationen-Pokal 2001 |
| 1. Juli 2001 – 21. August 2002         | 415   |      | Luiz Felipe Scolari      | 24 1  | 18 1 | 1 0  | 5 0 | 77,33 % | Copa América 2001 Fußball-Weltmeisterschaft 2002 |
| 23. Juli 2001                          | 1     |      | Antônio Lopes dos Santos | 1 0   | 0    | 0    | 1 0 | 0 %     | dos Santos war zu dem Zeitpunkt Technischer Koordinator der Nationalmannschaft. Er vertrat Scolari, der wegen einer roten Karte im letzten Gruppenspiel gegen Paraguay die Mannschaft nicht leiten konnte.                                                                                                  |
| 20. November 2002                      | 1     |      | Mário Zagallo            | 1 0   | 1 0  | 0    | 0   | 100 %   | |
| 12. Februar 2003 – 1. Juli 2006        | 1.235 |      | Carlos Alberto Parreira  | 53 3  | 29 2 | 17 1 | 7 0 | 66,07 % | FIFA-Konföderationen-Pokal 2003 Copa América 2004 FIFA-Konföderationen-Pokal 2005 Fußball-Weltmeisterschaft 2006 |
| 13. Juli – 27. Juli 2003               | 15    |      | Ricardo Gomes            | 5 0   | 2 0  | 2 0  | 1 0 | 53,33 % | CONCACAF Gold Cup 2003 |
| 12. August 2006 – 2. Juli 2010         | 1.417 |      | Dunga                    | 57 1  | 39 1 | 12 0 | 6 0 | 75,86 % | Copa América 2007 FIFA-Konföderationen-Pokal 2009 Fußball-Weltmeisterschaft 2010 |
| 6. Februar – 26. März 2008             | 50    |      | Jorginho                 | 2 0   | 2 0  | 0    | 0   | 100 %   | Jorginho war zu dem Zeitpunkt Co-Trainer von Dunga. Er vertrat diesen, welcher wegen einer roten Karte im Freundschaftsspiel am 12. September 2007 gegen Mexiko die Mannschaft nicht leiten konnte. |

## 2011 – heute
| Zeitraum (Debüt – letztes Spiel)      | Tage | Bild | Name(n)             | OS IS | S    | U    | N   | Q       | Anmerkung (fett = Titelgewinn) |
| ------------------------------------- | ---- | ---- | ------------------- | ----- | ---- | ---- | --- | ------- | --- |
| 10. August 2010 – 21. November 2012   | 835  |      | Mano Menezes        | 33 0  | 21 0 | 6 0  | 6 0 | 69,70 % | Copa América 2011 Superclásico de las Américas 2011 Superclásico de las Américas 2012 |
| 6. Februar 2013 – 12. Juli 2014       | 522  |      | Luiz Felipe Scolari | 29 0  | 19 0 | 6 0  | 4 0 | 72,41 % | FIFA-Konföderationen-Pokal 2013 Fußball-Weltmeisterschaft 2014 |
| 5. September 2014 – 12. Juni 2016     | 647  |      | Dunga               | 26 0  | 18 0 | 5 0  | 3 0 | 75,64 % | Superclásico de las Américas 2014 Copa América 2015 Copa América Centenario 2016 |
| 1. September 2016 – 9. Dezember 2022  | 647  |      | Tite                | 81 0  | 60 0 | 15 0 | 6 0 | 80,2 %  | Fußball-Weltmeisterschaft 2018 Copa América 2019 Copa América 2021 Fußball-Weltmeisterschaft 2022 |
| 25. März – 20. Juni 2023              | 087  |      | Ramon Menezes       | 3 0   | 1 0  | 0    | 2 0 | 33,33 % | Menezes war zu der Zeit Trainer der brasilianischen U-20 Auswahl. Er übernahm die A-Auswahl aushilfsweise, da der CBF noch keinen Trainer für diese eingestellt hatte. |
| 8. September 2023 – 21. November 2023 | 075  |      | Fernando Diniz      | 6 0   | 2 0  | 1 0  | 3 0 | 41,66 % | Diniz war zum Zeitpunkt seiner Berufung Trainer des FC Fluminense. Er erhielt einen auf ein Jahr befristeten Vertrag. Der Verband plante die Verpflichtung von Carlo Ancelotti ab Juli 2024, wenn dessen Vertrag mit Real Madrid auslief. Seine Tätigkeit bei Fluminense wird er in der Zeit weiter wahrnehmen. |
| 23. März 2024 – 25. März 2025         | 367  |      | Dorival Júnior      | 16 0  | 7 0  | 7 0  | 2 0 | 65,63 % | Dorival Júnior wurde nach der offiziellen Absage von Carlo Ancelotti verpflichtet. |
| 5. Juni 2025 –                        | 006  |      | Carlo Ancelotti     | 2 0   | 1 0  | 1 0  | 0   | 75,00 % | Carlo Ancelotti sagte doch noch zu. |

(Datenstand: 10. Juni 205)

## Statistik
Statistik aller Nationaltrainer (Datenstand: 10. Juni 2025). Bewertet wurden ausschließlich offizielle Spiele.
| Name                           | Sp. | S  | U  | N  | Quote    | Erfolge |
| ------------------------------ | --- | -- | -- | -- | -------- | --- |
| Mário Zagallo                  | 126 | 90 | 26 | 10 | 80,31 %  | Fußball-Weltmeisterschaft 1970 Copa Roca 1971 Taça Independência Copa 50imo Aniversario de Clarín Copa América 1997 FIFA-Konföderationen-Pokal 1997                                                              |
| Carlos Alberto Parreira        | 112 | 61 | 37 | 14 | 67,87 %  | Fußball-Weltmeisterschaft 1994 Copa América 2004 FIFA-Konföderationen-Pokal 2005 |
| Dunga                          | 83  | 57 | 17 | 9  | 75,50 %  | Copa América 2007 FIFA-Konföderationen-Pokal 2009 Superclásico de las Américas 2014 |
| Tite                           | 81  | 60 | 15 | 6  | 80,20 %  | Copa América 2019 |
| Aymoré Moreira                 | 63  | 39 | 9  | 16 | 64,46 %  | Taça Oswaldo Cruz 1961 Taça Bernardo O’Higgins 1961 Taça Oswaldo Cruz 1962 Fußball-Weltmeisterschaft 1962 Copa Roca 1963 Copa Rio Branco 1967 Copa Rio Branco 1968 Taça Jorge Chávez-Santos Dumont               |
| Vicente Feola                  | 57  | 41 | 10 | 6  | 80,70 %  | Taça Bernardo O’Higgins 1955 Taça Oswaldo Cruz 1958 Fußball-Weltmeisterschaft 1958 Taça Bernardo O’Higgins 1959                                                                                                  |
| Flávio Costa                   | 56  | 35 | 9  | 12 | 70,54 %  | Copa Roca 1945 Copa Río Branco 1947 Campeonato Sudamericano 1949 Taça Oswaldo Cruz 1950 Copa Río Branco 1950 Fußball-Weltmeisterschaft 1950 Taça Oswaldo Cruz 1955 Taça Oswaldo Cruz 1956 Taça do Atlântico 1956 |
| Telê Santana                   | 53  | 38 | 10 | 5  | 81,13 %  | |
| Luiz Felipe Scolari            | 53  | 37 | 7  | 9  | 74,21 %  | Fußball-Weltmeisterschaft 2002 FIFA-Konföderationen-Pokal 2013 |
| Vanderlei Luxemburgo           | 33  | 21 | 7  | 5  | 70,71 %  | Copa América 1999 |
| Mano Menezes                   | 33  | 21 | 6  | 6  | 69,70 %  | Superclásico de las Américas 2011 Superclásico de las Américas 2012 |
| Osvaldo Brandão                | 32  | 21 | 6  | 5  | 75,00 %  | Taça Bernardo O’Higgins 1955 Taça do Atlântico 1976 Copa Roca 1976 Taça Oswaldo Cruz 1976 Taça Bernardo O’Higgins 1976 Copa Rio Branco 1976 USA Bicentennial Cup Tournament                                      |
| Claudio Coutinho               | 31  | 17 | 11 | 3  | 72,58 %  | |
| Sebastião Lazaroni             | 30  | 19 | 7  | 4  | 75,00 %  | |
| Adhemar Pimenta                | 20  | 10 | 2  | 8  | 55,00 %  | |
| Carlos Alberto Silva           | 19  | 12 | 5  | 2  | 76,32 %  | Rous Cup 1987 Australia Bicentenary Gold Cup |
| Dorival Júnior                 | 16  | 7  | 7  | 2  | 65,63 %  | |
| Paulo Roberto Falcão           | 16  | 6  | 7  | 3  | 59,38 %  | |
| Zezé Moreira                   | 13  | 9  | 3  | 1  | 80,77 %  | Panamerikanische Fußballmeisterschaft 1952 Taça Bernardo O’Higgins 1955 |
| João Saldanha                  | 11  | 10 | 0  | 1  | 90,91 %  | |
| Emerson Leão                   | 9   | 2  | 4  | 3  | 37,04 %  | |
| Spielerkomitee VIII            | 6   | 3  | 3  | 0  | 75,00 %  | Campeonato Sudamericano 1922 |
| Foguinho Oswaldo Rolla         | 6   | 3  | 1  | 2  | 58,33 %  | |
| Evaristo de Macedo             | 6   | 3  | 0  | 3  | 50,00 %  | |
| Fernando Diniz                 | 6   | 2  | 1  | 3  | 41,66 %  | |
| Chico Netto                    | 6   | 2  | 0  | 4  | 33,33 %  | |
| Teté                           | 5   | 4  | 1  | 0  | 90,00 %  | Panamerikanische Fußballmeisterschaft 1956 |
| Píndaro de Carvalho Rodrigues  | 5   | 4  | 0  | 1  | 80,00 %  | |
| Spielerkomitee VI              | 5   | 3  | 2  | 0  | 80,00 %  | |
| Gentil Cardoso                 | 5   | 3  | 0  | 2  | 60,00 %  | |
| Ricardo Gomes                  | 5   | 2  | 2  | 1  | 60,00 %  | |
| Jayme Barcelos                 | 5   | 1  | 0  | 4  | 20,00 %  | |
| Sylvio Pirillo                 | 4   | 3  | 0  | 1  | 75,00 %  | Copa Roca 1957 |
| Joaquim Guimarães              | 4   | 2  | 1  | 1  | 62,50 %  | |
| Ramón Platero                  | 4   | 2  | 1  | 1  | 62,50 %  | |
| Spielerkomitee II              | 4   | 1  | 2  | 1  | 50,00 %  | |
| Luiz Vinhaes                   | 4   | 2  | 0  | 2  | 50,00 %  | Copa Río Branco 1931 Copa Río Branco 1932 |
| Spielerkomitee IV              | 4   | 1  | 0  | 3  | 25,00 %  | |
| Spielerkomitee VII             | 4   | 1  | 0  | 3  | 25,00 %  | Campeonato Sudamericano 1920 |
| Eduardo Antunes Coimbra        | 3   | 1  | 1  | 1  | 50,00 %  | |
| Ferreira Vianna Neto           | 3   | 1  | 0  | 2  | 33,00 %  | |
| Ramon Menezes                  | 3   | 1  | 0  | 2  | 33,00 %  | |
| Jorge Gomes de Lima Joreca     | 2   | 2  | 0  | 0  | 100,00 % | |
| Jorginho                       | 2   | 2  | 0  | 0  | 100,00 % | |
| Carlo Ancelotti                | 2   | 1  | 1  | 0  | 75,00 %  | |
| Candinho                       | 2   | 1  | 1  | 0  | 66,67 %  | |
| Antônio Fernandes              | 2   | 1  | 0  | 1  | 50,00 %  | Taça Oswaldo Cruz 1968 |
| Carlos Froner                  | 2   | 1  | 0  | 1  | 50,00 %  | Taça Bernardo O’Higgins 1966 |
| Carlos de Oliveira Nascimento  | 2   | 1  | 0  | 1  | 50,00 %  | |
| Spielerkomitee I               | 2   | 1  | 0  | 1  | 50,00 %  | Copa Roca 1914 |
| Pedrinho Pedro Rodrigues Pinto | 2   | 0  | 1  | 1  | 25,00 %  | |
| Sylvio Lagreca                 | 2   | 0  | 1  | 1  | 25,00 %  | |
| Lísio Juscelino (Biju) Gonzaga | 1   | 1  | 0  | 0  | 100,00 % | |
| Carlyle Guimarães              | 1   | 1  | 0  | 0  | 100,00 % | |
| Clodó Clodoaldo Caldeira       | 1   | 1  | 0  | 0  | 100,00 % | Copa Roca 1922 |
| Filpo Nuñes                    | 1   | 1  | 0  | 0  | 100,00 % | |
| Jota Júnior                    | 1   | 1  | 0  | 0  | 100,00 % | |
| Pedro Santilli                 | 1   | 1  | 0  | 0  | 100,00 % | |
| Dorival Knippel                | 1   | 1  | 0  | 0  | 100,00 % | |
| Antônio Lopes dos Santos       | 1   | 0  | 0  | 1  | 0,00 %   | |
| Ernesto Paulo                  | 1   | 0  | 0  | 1  | 0,00 %   | |